# 데레치케구

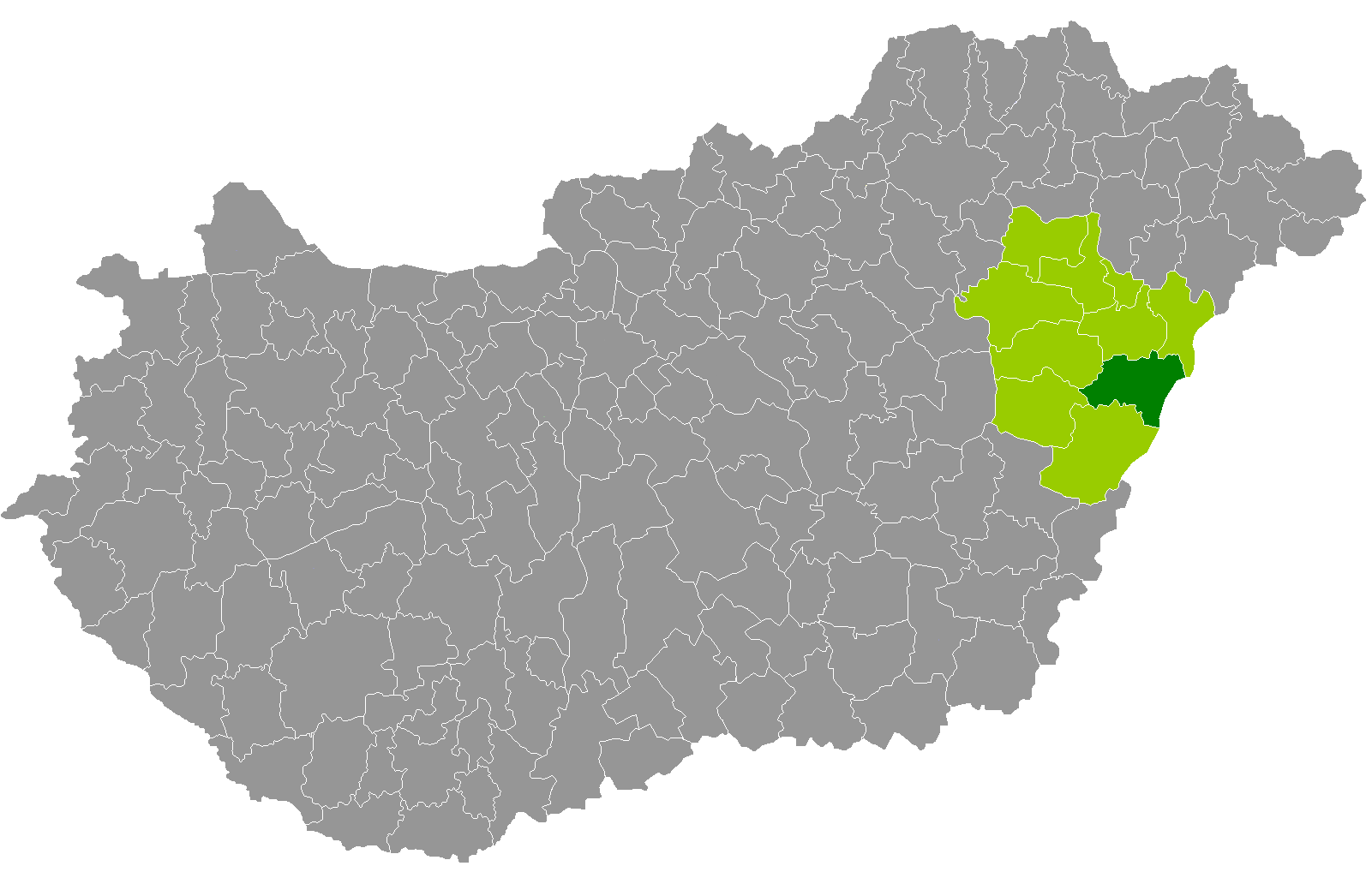
허이두비허르주 지도에 표시된 데레치케구의 위치

데레치케구(헝가리어: Derecskei járás)는 헝가리 허이두비허르주에 위치한 구로 구청 소재지는 데레치케이며 면적은 650.30km2, 인구는 41,701명(2011년 기준), 인구 밀도는 64명/km2이다.
남쪽으로는 베레초우이펄루구, 서쪽으로는 허이두소보슬로구, 북쪽으로는 데브레첸구, 니러도니구와 접하며 동쪽으로는 루마니아와 국경을 접한다. 13개 지방 자치체(2개 시, 11개 마을)를 관할한다.

구 문장